# Claude Aigueparses
Claude Aigueparses (Saint-Mamet-la-Salvetat, 14 luglio 1949) è un ciclista su strada francese.

## Carriera
Dal 1971 al 1975 è stato un ciclista professionista nella squadra ciclistica Peugeot, dopodiché, è tornato nei dilettanti. 
Con André Corbeau, Jean-Pierre Guitard e Christian Poissenot, divenne campione nazionale nella cronometro a squadre nel 1971. Ha vinto anche al Tour Nivernais Morvan (con due vittorie di tappa), al Circuit du Cantal e alla cronometro a coppie Flèche d'Or con Jean-Pierre Guitard come partner nel 1971. 
Nelle corse di un giorno si è aggiudicato Parigi-Rouen, Parigi-Auxerre e Parigi-Vailly nel 1971, nel Grand Prix de la Trinité nel 1976 e nel 1985, nel Circuit des Quatre Cantons nel 1984, nel Circuit du Cantal nel 1986. al Grand Prix d'Issoire 1989.

## Palmarès
- 1972

Parigi-Rouen
Parigi-Vailly

## Piazzamenti

### Grandi Giri
- Vuelta a Espana

1973: 56°
1974: 49°